# Finlands Ishockeyförbund

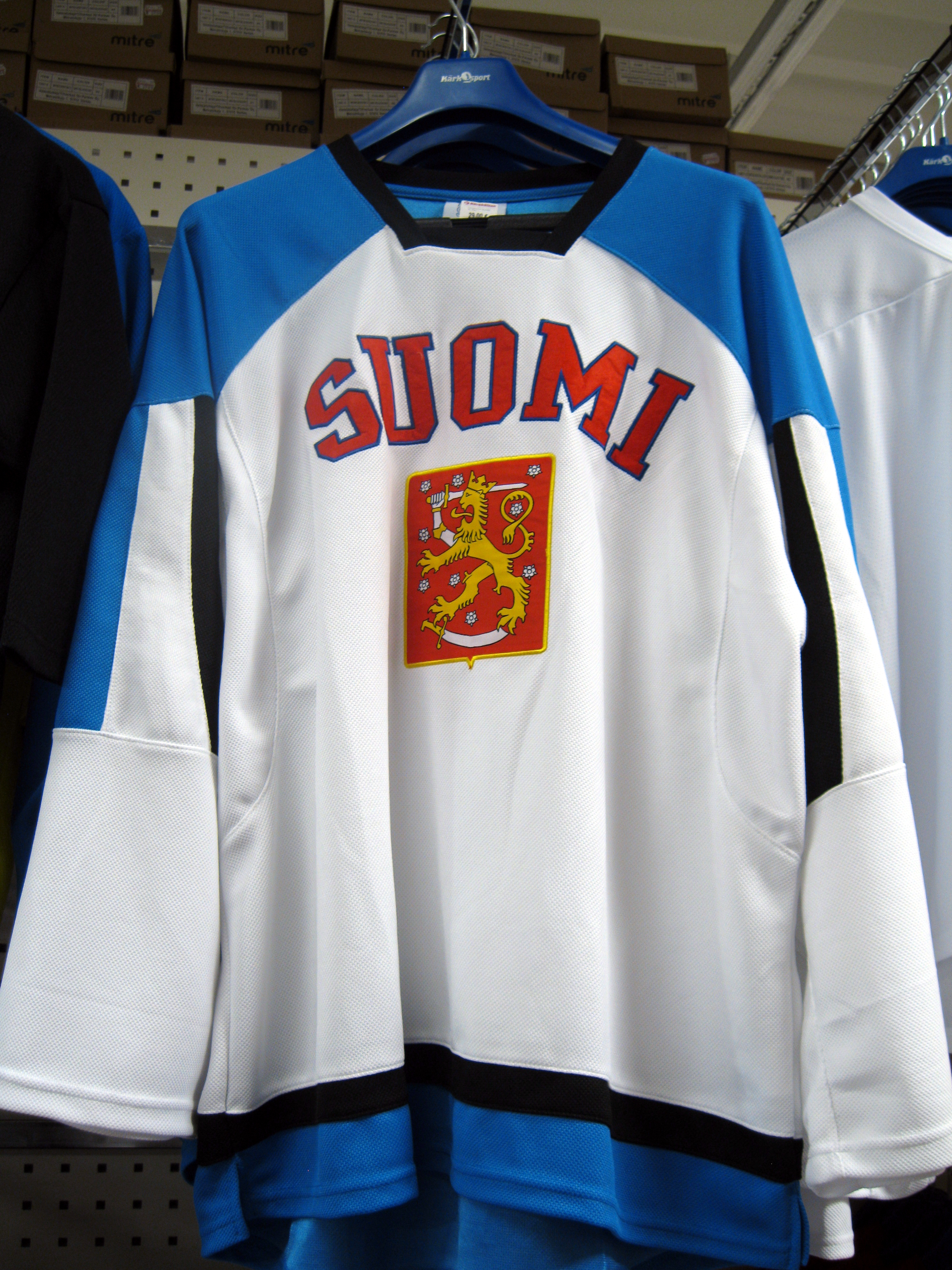
Finska ishockeylandslagets supportertröja.

Finlands Ishockeyförbund SJL (Finska: Suomen Jääkiekkoliitto) r.f. är ett specialidrottsförbund för ishockey i Finland. Förbundet har sitt säte i Helsingfors. Finlands Ishockeyförbund bildades av 17 klubbar den 20 januari 1929 men redan den 10 februari 1928 hade Finland gått med i IIHF då ishockeysporten i Finland från 1927 organiserats av Finlands Skridskoförbund. Förbundet är medlem i centralorganisationen Valo, Finlands Idrott och Finlands Olympiska Kommitté.
I Finland finns över 66 000 registrerade spelare, och runt 3 000 lag i 438 olika föreningar uppdelade i åtta olika distrikt. Förbundet ansvarar för seriespelet i de nationella serierna, förutom FM-ligan som har sin egen styrelse, medan distrikten ansvarar för de lägre serierna.
Förbundet kontrollerar bland annat det finländska herrlandslaget och damlandslaget som från sent 1980-tal erhållit allt fler framgångar. Herrlandslaget har vunnit VM fyra gånger, 1995, 2011, 2019 och 2022 samt OS guld 2022.

## Ordförande
Finlands Ishockeyförbunds ordförande är från och med den 7 januari 2015 Harri Nummela  Nummela efterträdde Kalervo Kummola som innehade ordförandeposten mellan 1997 och 2015.  

## Leijonat lehti
Finlands Ishockeyförbund ger ut tidskriften Leijonat lehti till alla som har löst licens i förbundet. Förutom papperstidningen publicerar förbundet också en webbtidning, Leijonat.fi. 